# Anomalophylla kangdingensis
Anomalophylla kangdingensis är en skalbaggsart som beskrevs av Ahrens 2005. Anomalophylla kangdingensis ingår i släktet Anomalophylla och familjen Melolonthidae. Inga underarter finns listade i Catalogue of Life.